# Harlekinbock

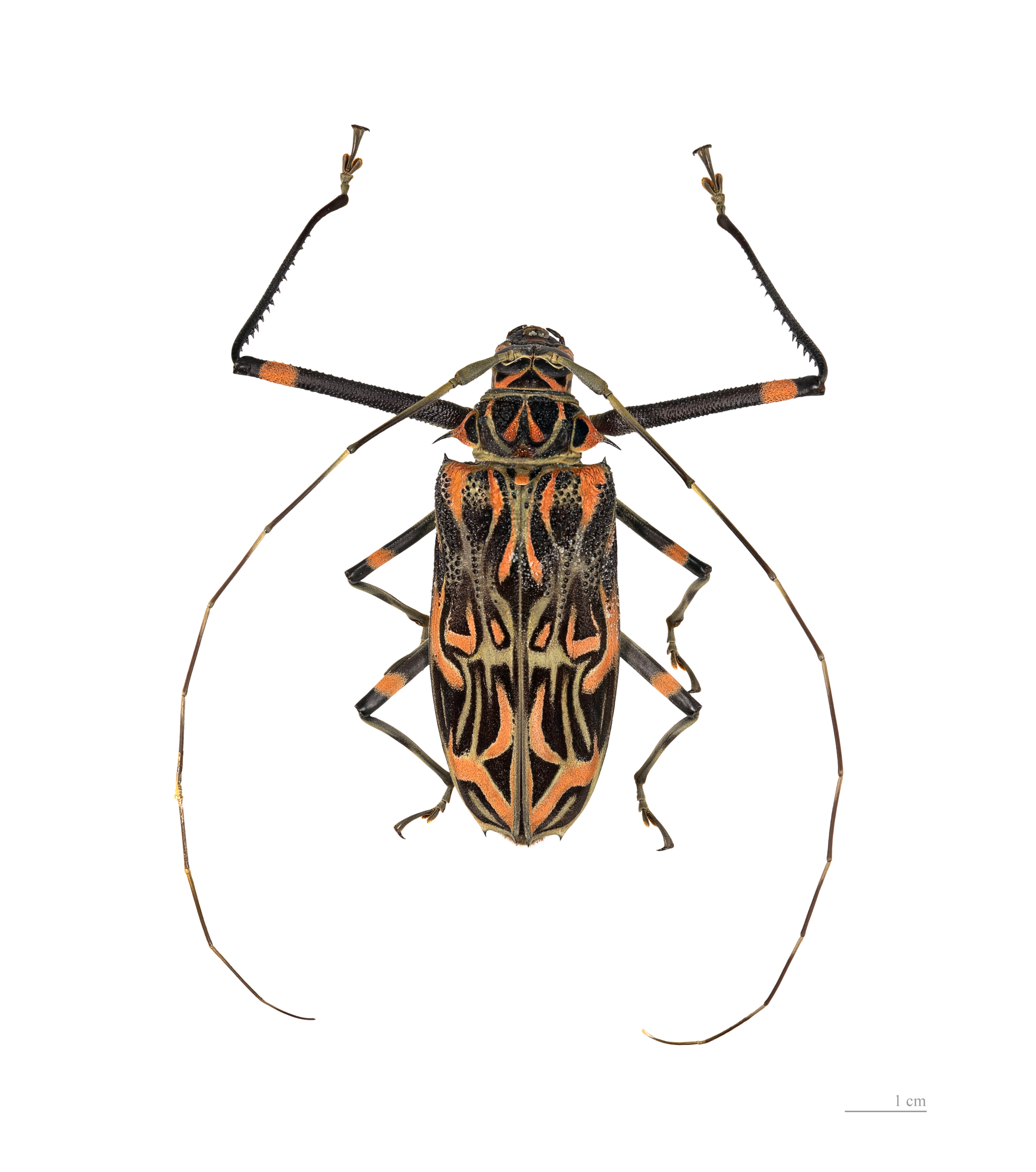
Weibchen

Der Harlekinbock (Acrocinus longimanus) ist ein Käfer aus der Familie der Bockkäfer (Cerambycidae). Er ist die einzige Art der damit monotypischen Gattung Acrocinus und die einzige Art der Tribus Acrocinini innerhalb der Bockkäfer-Unterfamilie der Weberböcke (Lamiinae). Der Harlekinbock ist in den tropischen Regenwäldern vom südlichen Nordamerika über Mittelamerika bis ins nördliche Südamerika verbreitet.

## Merkmale
Harlekinböcke werden etwa sieben Zentimeter lang. Der Chitin-Panzer ist bunt gemustert: Die Zeichnung besteht aus verschiedenen ineinander verwundenen Streifen und Flecken in den Farben Schwarz, Grau, Rot und Rosa. Von dieser Färbung rührt auch seine deutsche Bezeichnung her. Die Tiere haben die typische längliche Gestalt eines Bockkäfers. Die Fühler sind sehr lang und fadenförmig. Auffallend sind die ungewöhnlich langen Vorderbeine, die annähernd die doppelte Länge des Körpers erreichen können. Die Vorderbeine der Männchen sind dabei noch deutlich länger (bis doppelt so lang) wie die der Weibchen.

## Lebensweise und Verbreitung
Die Käfer bewohnen tropische Regenwälder von Südmexiko bis Nordargentinien. Sie sitzen meist an Bäumen und ernähren sich von den dort austretenden Säften sowie von Blütenpollen. Die Färbung wirkt sehr auffällig, allerdings ist der Käfer durch sie auf Baumrinde oder dem Waldboden nur schwer zu erkennen: Seine Umrisse lösen sich vor dem Hintergrund auf (Somatolyse).
Die Larven leben ausschließlich in umgestürzten Baumstämmen der Familie der Maulbeergewächse (Moraceae), z. B. der Feigen (Ficus), Brosimum und Bagassa guianensis, und der Familie der Hundsgiftgewächse (Apocynaceae), z. B. Parahancornia fasciculata, und ernähren sich von Holz. Sie benötigen 4 bis 12 Monate für ihre Entwicklung.

## Systematik
Der Harlekinbock ist eine eigenständige Art innerhalb der monotypischen Gattung Acrocinus, die entsprechend nur diese Art enthält. Er wurde 1758 von Carl von Linné in dessen 10. Auflage der Systema Naturae als Cerambyx longimanus wissenschaftlich beschrieben. Die Gattung Acrocinus wurde 1806 von Johann Karl Wilhelm Illiger etabliert.